# Гачалкой
Гачалкой (чечен. гӀачалкъй) — исторически расселённое в Терско-Сулакском междуречье территориальное общество чеченцев-ауховцев, в состав которого входят множество тайпов.
В наши дни гачалкой расселены на территориях Новолакского, Хасавюртовского и Бабаюртовского районов центрального Дагестана. Говорят на гачалкоевском говоре аккинского диалекта чеченского языка.
Разделение ауховцев на пхарчхой и гачалкой происходило от раздельного проживания представителей этих обществ в Терско-Сулакском междуречье до прихода русских и периода уничтожения гачалкоевского общества приведшего к вынужденному переселению большей части гачалкоевцев на земли пхарчхоевцев.
Из-за походов царских войск, гачалкоевцам, которые были расселены от правого берега Терека, пришлось перебраться ближе к реке Аксай и Качкалыковскому хребту.